# Lithobius kojimai
Lithobius kojimai är en mångfotingart som först beskrevs av S. Ishii 1988.  Lithobius kojimai ingår i släktet Lithobius och familjen stenkrypare. Inga underarter finns listade i Catalogue of Life.